# Inside the Lines (film, 1918)

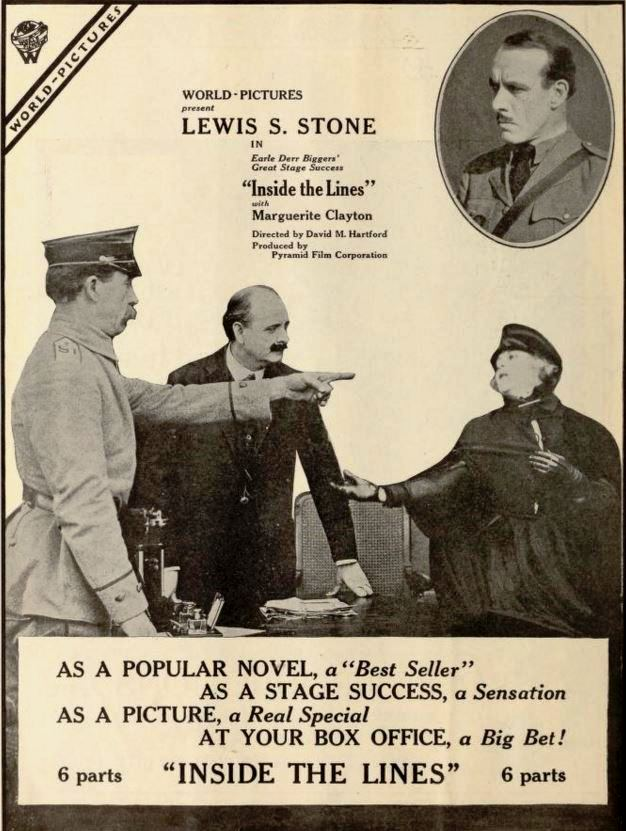
Annonce du film dans le magazine Exhibitors Herald.

Pour les articles homonymes, voir Inside the Lines.
Inside the Lines est un film muet américain réalisé par David Hartford et sorti en 1918. L'histoire est basée sur une pièce de théâtre de Earl Derr Biggers, et le film a fait l'objet d'un remake parlant sorti en 1930.

## Fiche technique
- Réalisation : David Hartford
- Scénario : Monte M. Katterjohn d'après la pièce d'Earl Derr Biggers de 1915[1]
- Photographie : Walter L. Griffin
- Production : Delcah Photoplays
- Distributeur : World Film
- Genre : Film de guerre[2], film d'espionnage
- Durée : 60 minutes
- Date de sortie :
  - États-Unis : 26 août 1918

## Distribution
- Lewis Stone : Captain Cavendish
- Marguerite Clayton : Jane Gerson
- George Field : Da'mihr
- Arthur Allardt : Billy Copper
- David Hartford : Dr. Emil Koch
- Joseph Singleton : Major Gen
- Helen Dunbar : Mrs. Crandall
- Willard Wayne : Captain Woodhouse
- William Durall : Joseph Almer
- Fritz von Hardenberg : Karl Hellinger
- Nick Cogley : Henry Sherman
- Ida Lewis : Mrs. Henry Sherman